# Biblioteca Załuski

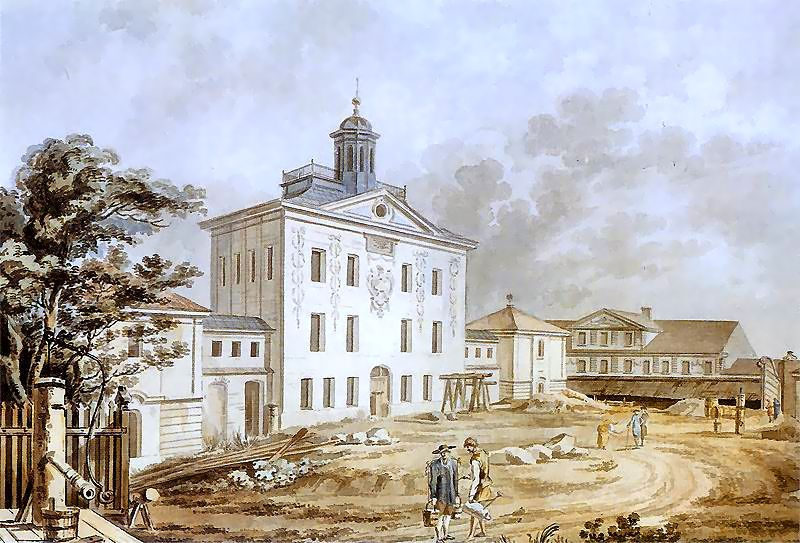
La Biblioteca Załuski en construcción, por Zygmunt Vogel (1801)

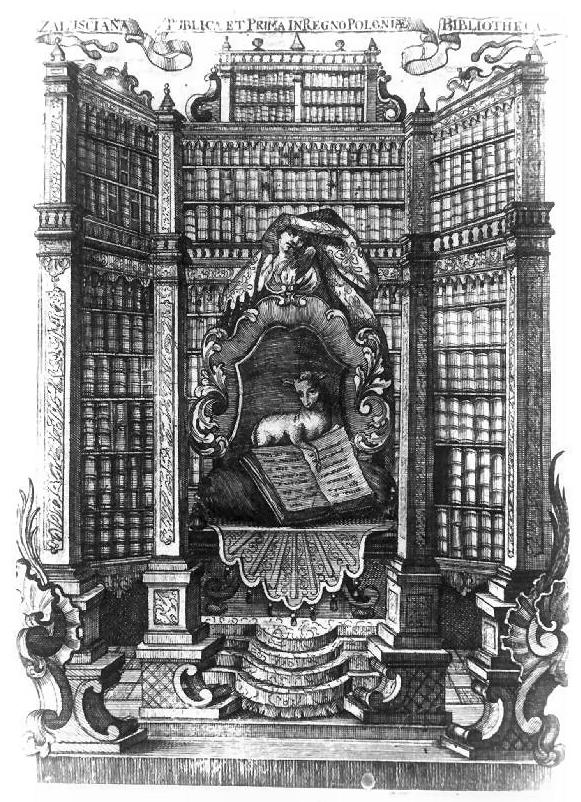
Exlibris de la Biblioteca Załuski

La Biblioteca Zaluski (en polaco: Biblioteka Załuskich [ˌbʲiblʲjɔˈtɛka zaˈwuscix]; en latín: Bibliotheca Zalusciana) fue construida en Varsovia entre 1747–1795 por Józef Andrzej Załuski y su hermano, Andrzej Stanisław Załuski, ambos obispos católicos; situada en la casa de los Reyes (Dom pod Królami). Fue la primera biblioteca pública polaca, la más grande de Polonia, y una de las más tempranas bibliotecas públicas de Europa.
A consecuencia de la insurrección de Kościuszko (1794), el ejército ruso, actuando por orden de la emperatriz Catalina II, confiscó los fondos de la biblioteca y los transportó a su colección personal en San Petersburgo, donde un año después pasaron a formar parte principal de la recién fundada Biblioteca Pública Imperial.
En la década de 1920, el gobierno de la República Socialista Federativa Soviética de Rusia devolvió parte de los fondos de la antigua Biblioteca Załuski a la recién establecida Segunda República Polaca en virtud del Tratado de Riga. Esta colección fue deliberadamente destruida por el ejército alemán nazi durante la planeada destrucción de Varsovia en octubre de 1944, después del fracaso del Alzamiento de Varsovia.

## Historia
La mayor pasión de los hermanos Załuski fueron los libros. Józef Andrzej Załuski  y su hermano Andrzej Stanisław Załuski adquirieron las colecciones de tempranos bibliófilos polacos como Jakub Zadzik, Krzysztof Opaliński, Tomasz Ujejski, Janusz Wiśniowiecki, Jerzy Mniszech yJan III Sobieski (este último, de su nieta, María Carolina Sobieska).
Desde la década de 1730, los hermanos planearon la creación de la biblioteca, y en 1747 fundaron la Biblioteca Załuski (Biblioteka Załuskich). Ubicada en un edificio del siglo XVII, el palacio Danilowicz en Varsovia (construido en 1621-1624 por Mikołaj Daniłowicz de Żurów). El edificio de la biblioteca tenía dos plantas (la gran sala de lectura estaba en el segundo piso) y se remataba con una pequeña torre que alojaba un observatorio astronómico.  La reconstrucción del edificio en estilo rococó fue realizada en 1745 por Francesco Antonio Melana y su hermano.
La Biblioteca Załuski se considera la primera biblioteca pública polaca y una de las más grandes bibliotecas del mundo contemporáneo de entonces. En toda Europa había solo dos o tres bibliotecas que pudieran preciarse de una colección semejante. Al principio, la biblioteca contó con aproximadamente 200 000 volúmenes, que crecieron a 400 000 impresos, mapas y manuscritos a finales de la década de 1780. Albergó también una colección de arte, instrumentos científicos, así como especímenes de plantas y animales.
En la biblioteca, abierta los martes y los jueves de 7:00 a 19.00, se pedía a los visitantes que guardaran silencio y rezaran por los hermanos Zaluski. Estaba prohibido llevar los libros fuera de la biblioteca, pero el robo de los libros era un problema cada vez más candente, hasta el punto que los obispos patronos decidieron pedir ayuda al papa. Respondiendo a su pedido, en 1752 el papa Benedicto XIV promulgó una bula que amenazaba con excomunión a las personas que se llevaran los libros de esta biblioteca; pero incluso este medida no eliminó el problema por completo.
Después de la muerte de los hermanos, la recién creada Comisión de Educación Nacional se encargó de la biblioteca y cambió su nombre a la Biblioteca de los hermanos Załuski de la República. Veinte años después, en 1794, a consecuencia de la segunda partición de Polonia y la Insurrección de Kościuszko, el ejército ruso, por orden de la zarina rusa Catalina II, confiscó la colección de la biblioteca y la transportó a San Petersburgo, donde los libros pasaron a formar la parte principal de la Biblioteca Pública Imperial en el momento de su formación un año después. La colección fue en parte dañada o destruida debido a la falta de cuidado durante el despojo y transporte de la biblioteca a Rusia, y muchos libros fueron robados.
Después, la colección se dispersó entre varias bibliotecas rusas. Algunos fragmentos de la colección de los Zaluski volvieron a Polonia en dos momentos del siglo XIX: en 1842 y 1863. En la década de 1920, a consecuencia de la Guerra polaco-soviética y el Tratado de Riga, el gobierno de la República Socialista Federativa Soviética de Rusia devolvió a Polonia aproximadamente 50 000 unidades de la colección, sin embargo los soldados alemanes deliberadamente destruyeron esa colección durante la planificada destrucción de Varsovia en octubre de 1944, después del fracaso del Alzamiento de Varsovia. Tan sólo 1800 manuscritos y 30 000 materiales impresos de la biblioteca original se salvaron de la guerra. 
En 1821 la sede original de la biblioteca fue convertida en casa de pisos de alquiler. Durante la reconstrucción del edificio, los bustos de los monarcas polacos que originariamente adornaban el interior de la biblioteca, y que habían sido escondidos durante los repartimientos de Polonia, fueron descubiertos y colocados en la fachada del edificio; por eso el edificio empezó a ser llamado “La Casa de los Reyes” (Dom pod Królami).
El edificio fue destruido por los alemanes durante la Segunda Guerra Mundial. Después de la guerra, fue reconstruido bajo el gobierno de la República Popular de Polonia.
Hoy día la Biblioteca Nacional de Polonia (Biblioteka Narodowa), fundada en 1928, se considera heredera de la Biblioteca de los Załuski.